# آندرسون سانتانا دوس سانتوس
آندرسون سانتانا دوس سانتوس (به پرتغالی: Anderson Santana dos Santos) مدافع اهل برزیل است که در شهر بلو هوریزونته و در تاریخ ۲۴ آوریل ۱۹۸۶ به دنیا آمده‌است.
آندرسون سانتانا دوس سانتوس در تیم‌های فوتبال Mamoré سابقهٔ حضور دارد.